# 纳瓦布干吉乌帕齐拉 (达卡县)
纳瓦布干吉是孟加拉国达卡专区达卡县的一个乌帕齐拉。
根据1991年的孟加拉国人口普查，纳瓦布干吉总人口为269189人，其中男性人口占总人口的49.31%，女性占50.69%。18岁以上的人口为134813人。